# Chetone malankiatae
Chetone malankiatae är en fjärilsart som beskrevs av Embrik Strand 1921. Chetone malankiatae ingår i släktet Chetone och familjen björnspinnare. Inga underarter finns listade i Catalogue of Life.